# Amblypomacentrus
Amblypomacentrus ist eine Fischgattung aus der Familie der Riffbarsche (Pomacentridae), die im Südchinesischen Meer an den Küsten Vietnams und der Philippinen, bei Indonesien, Neuguinea, der Küste von Queensland und bei den Salomon-Inseln vorkommt.

## Merkmale
Die Fische erreichen eine Länge von 6 bis 8 cm. Ihr Körper ist 2,1- bis 2,5-mal so lang wie hoch. Der Kopf ist vor und unterhalb der Augen unbeschuppt. Die Ränder von Präoperculum und Suborbitale (Augenringknochen) sind leicht gesägt. Die Kieferzähne stehen in einer Reihe und sind incisiform (meißelähnlich).
- Flossenformel: Dorsale XIII/10–12, Anale II/11–13, Pectorale 16–17, Ventrale I/5.
- Kiemenreusenstrahlen: 20–23.

Eine Beschreibung der Lebendfärbung liegt nur für zwei der drei bis Mitte 2021 zur Gattung gehörenden Arten vor. Amblypomacentrus breviceps und Amblypomacentrus clarus sind weißlich und zeigen auf den Seiten breite schwarze Bänder, der erste durchläuft das Auge, der zweite befindet sich unterhalb der ersten Rückenflossenstacheln und der dritte liegt unterhalb der letzten Rückenflossenstacheln und ersten Rückenflossenweichstrahlen.

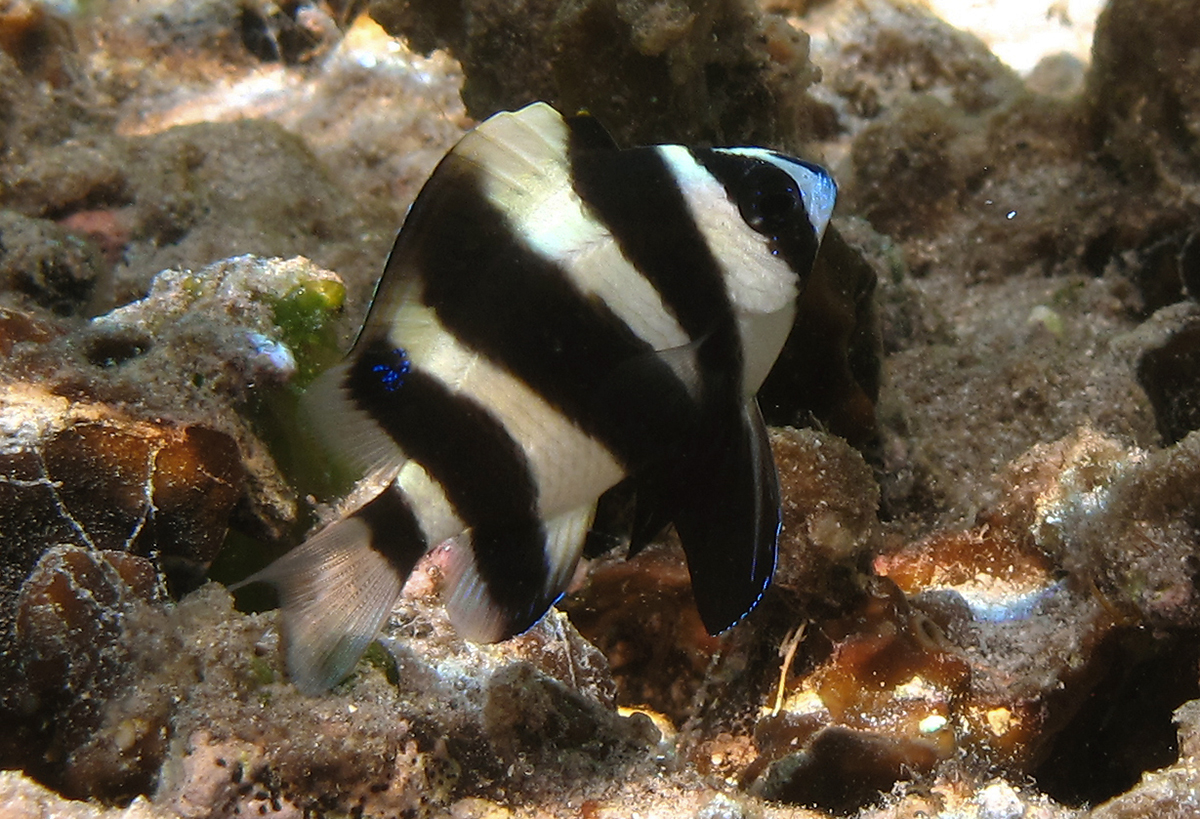
Amblypomacentrus annulata

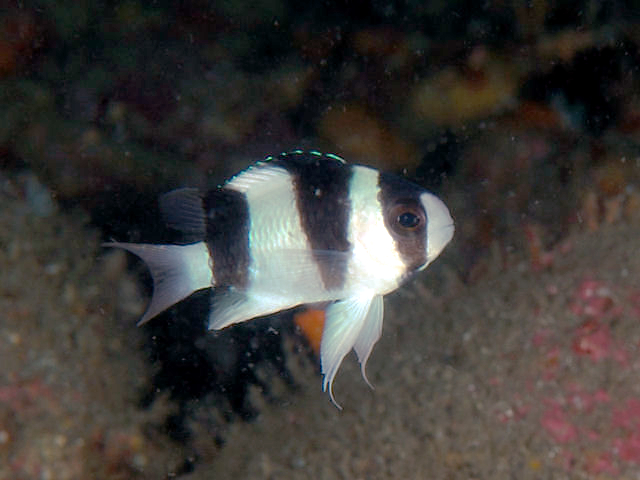
Amblypomacentrus tricincta

## Arten
Zur Gattung gehören sechs Arten:
- Zweifleck-Demoiselle (Amblypomacentrus annulata (Peters, 1855))
- Amblypomacentrus breviceps (Schlegel & Müller, 1839)
- Amblypomacentrus clarus Allen & Adrim, 2000
- Kuiters Riffbarsch (Amblypomacentrus kuiteri (Allen & Rajasuriya, 1995))
- Dreiband-Demoiselle (Amblypomacentrus tricincta (Allen & Randall, 1974))
- Amblypomacentrus vietnamicus Prokofiev, 2004

## Systematik
Die Gattung Amblypomacentrus wurde 1877 durch den niederländischen Ichthyologen Pieter Bleeker erstmals wissenschaftlich beschrieben. Sie war lange Zeit monotypisch mit A. breviceps als einziger Art. 2000 und 2004 wurde je eine weitere Art beschrieben und Mitte 2021 wurden drei schwarzweiß gefärbten Arten aus der polyphyletischen Gattung Chrysiptera der Gattung Amblypomacentrus zugeordnet.

## Belege
1. 1 2  Gerald R. Allen: Riffbarsche der Welt, Mergus Verlag Melle, 1991, ISBN 3-88244-007-4, S. 32.
2. 1 2 3  G. R. Allen und M. Adrim (2000): Amblypomacentrus clarus, a new species of damselfish (Pomacentridae) from the Banggai Islands, Indonesia. Records of the Western Australian Museum v. 20 (pt 1): 51–55.
3. 1 2  A. M. Prokofiev (2004): Amblypomacentrus vietnamicus sp. n., a new damselfish from the South China Sea (Teleostei: Perciformes: Pomacentridae). Zoosystematica Rossica v. 31 (no. 1): 121–123.
4. 1 2  Kevin L. Tang, Melanie L. J. Stiassny, Richard L. Mayden, Robert DeSalle: Systematics of Damselfishes. Ichthyology & Herpetology, 109(1):258-318 (2021). doi: 10.1643/i2020105
5. ↑  Amblypomacentrus auf Fishbase.org (englisch)